# شهرستان ریپلی (میزوری)
شهرستان ریپلی، میزوری (به انگلیسی: Ripley County, Missouri) یک سکونتگاه مسکونی در ایالات متحده آمریکا است که در میزوری واقع شده‌است.